# Djidioua
Djidioua là một đô thị thuộc tỉnh Relizane, Algérie. Dân số thời điểm năm 2002 là 29.263 người.